# Johnny Lindström
Johnny Ulf Håkan Lindström, född 1946, är en svensk jurist.
Lindström var VD för SIQ, Institutet för kvalitetsutveckling, 1991–2004. Han var adjungerad professor i ekonomisk statistik vid Handelshögskolan i Stockholm 2001–2007, då han bland annat undervisade på kursen Organisational Excellence and Total Quality Management. Lindström har även varit VD för advokatfirman Glimstedt i Göteborg.
Lindström har skrivit boken Bilägandets kostnader - mätproblem och mätmetoder (1976).